# Жижево
Жижево (болг. Жижево) — село в Благоевградской области Болгарии. Входит в состав общины Сатовча. Находится примерно в 9 км к юго-востоку от центра села Сатовча и примерно в 94 км к юго-востоку от центра города Благоевград. По данным переписи населения 2011 года, в селе  проживал 291 человек.

## Население
| Год     | 1934 | 1946 | 1956 | 1965 | 1975 | 1985 | 1992 | 2001 | 2011 |
| ------- | ---- | ---- | ---- | ---- | ---- | ---- | ---- | ---- | ---- |
| Жителей | 234  | 289  | 225  | 266  | 252  | 313  | 348  | 365  | 291  |

| Национальность  | Человек | Процент |
| --------------- | ------- | ------- |
| болгары         | 175     | 67,31%  |
| не определились | 83      | 31,92%  |
| Всего ответов   | 260     |         |

|  |